# José Vieira Couto de Magalhães
José Vieira Couto de Magalhães (Diamantina, 1837. november 1. – Rio de Janeiro, 1898. szeptember 14.) brazil politikus, katona, író, folklorista és ügyvéd. Goiás, Pará, Mato Grosso és São Paulo államokat is kormányozta. Az ő nevét viseli Couto de Magalhães és Couto de Magalhães de Minas.